# 小行星7712
小行星7712（英語：7712）是一颗围绕太阳公转的小行星。1995年10月12日，清水義定、浦田武在那智胜浦町发现了此天体。
这颗小行星的绝对星等为255.0680132685345等。